# プロット・アゲンスト・アメリカ
『プロット・アゲンスト・アメリカ』（原題: The Plot Against America）は、2020年のアメリカ合衆国のテレビドラマシリーズ。もし1940年アメリカ合衆国大統領選挙で、フランクリン・ルーズベルトではなくチャールズ・リンドバーグが勝利していたらという架空の設定のもと、アメリカに暮らすあるユダヤ人一家を描く。フィリップ・ロスの2004年の同名の小説を原作に、デヴィッド・サイモン、エド・バーンズが制作、ウィノナ・ライダー、ゾーイ・カザンらが出演した。全6話のリミテッド・シリーズで、アメリカでは2020年3月からHBOで放送された。日本では2020年6月からスターチャンネルで日本語字幕版が配信される。

## あらすじ
1940年から1942年にかけ、架空の設定のもとでニュージャージー州ニューアークのユダヤ人街に住むユダヤ人一家レヴィン家を中心に描く。
ドイツはイギリス侵攻を進め、イギリス援助と参戦をもくろむルーズベルト大統領を、反ユダヤ主義者で親ナチスである空の英雄リンドバーグが不戦を訴えて選挙で破り、新大統領となる。ヒトラーと平和条約を結び、イギリスを見捨てる。ユダヤ人の中にも、ラビのベンゲルスドーフなど、不戦にひかれてリンドバーグを支持するものも出る。だがリンドバーグは次第にユダヤ人圧迫を強め、ユダヤ文化を捨てさせる同化政策のもと、子は親と引き離されて田舎に送られ、企業の協力の下でユダヤ人は田舎への転勤で分散させられる。
保険会社に勤めるハーマン・レヴィンはリンドバーグに抵抗し、転勤を断って辞職する。だが妻ベスの姉エヴリンはベンゲルスドーフと結婚し、同化政策を実行する。ハーマンの長男サンディはリンドバーグを崇拝し、次男フィリップは友人たちと引き離されて苦しむ。ハーマンの甥のアルヴィンはナチスと戦うためにカナダ軍に志願して負傷除隊したのち、イギリスによるリンドバーグ暗殺計画に加わる。国中で反ユダヤ人の暴動がおこり、多くのユダヤ人は殺され、またカナダに逃げる。
リンドバーグの飛行機が行方不明となり、ユダヤ人の陰謀が疑われて暴動は激化し、ベンゲルスドーフら主なユダヤ人は陰謀を疑われて逮捕される。だが大統領夫人が平和を呼び掛けて事態は沈静化し、臨時の大統領選挙が行われる。

## キャスト

### メイン
- ウィノナ・ライダー - エヴリン・フィンケル役

ベスの未婚の姉。
- ゾーイ・カザン - ベス・レヴィン役

ハーマンの妻。エヴリンの妹。
- アンソニー・ボイル（英語版） - アルヴィン・レヴィン役

幼い頃に両親を亡くし、叔父ハーマンの家に引き取られた若者。
- モーガン・スペクター（英語版） - ハーマン・レヴィン役

レヴィン家の主人。保険会社勤務。
- マイケル・コストロフ（英語版） - シェプシー・ターチウェル役

ハーマンの友人。
- デヴィッド・クラムホルツ - モンティ・レヴィン役

ハーマンの兄。果実商。
- アジー・ロバートソン（英語版） - フィリップ・レヴィン役

レヴィン家の次男。10歳。
- ケイレブ・マリス（英語版） - サンフォード(サンディ)・レヴィン役

レヴィン家の長男。絵の才能に恵まれる。
- ジェイコブ・ ラヴァル（英語版） - セルドン・ウィッシュナウ役

レヴィン家の階下に住む少年。
- ジョン・タトゥーロ - ライオネル・ベンゲルズドーフ役

ユダヤ教の聖職者ラビで、カリスマ的リーダー。

### リカーリング
- Ben Cole - チャールズ・リンドバーグ役

伝説の空の英雄。アメリカ大統領。反ユダヤ主義者。
- Caroline Kaplan - アン・モロー・リンドバーグ役

チャールズの妻。
- Billy Carter - ウォルター・ウィンチェル役

リンドバーグを批判する政治活動家。
- Ed Moran - ヘンリー・フォード役

巨大自動車会社創業者。リンドバーグ政権での内務長官。反ユダヤ主義者。
- Daniel O'Shea - バートン・ウィーラー役

政治家。リンドバーグ政権での副大統領。
- Orest Ludwig - ヨアヒム・フォン・リッベントロップ役

ナチス・ドイツの外務大臣。
- Kristen Sieh - セルマ・ウィッシュナウ役

レヴィン家の階下に住む。セルドンの母。
- リー・ターゲセン - ドン・マコークル役

FBI捜査官。
- Graydon Yosowitz - アール・アックスマン役

フィリップの友人。
- Steven Maier - シュシー・マーギリス役

アルヴィンの友人。

## エピソード
| 通算 話数 | タイトル              | 監督            | Teleplay by                 | 放送日        | U.S.視聴者数 (百万人) |
| --- | --------------------- | --------------- | --------------------------- | ------------- | --------------------- |
| 1 | "1940年6月" "Part 1"  | Minkie Spiro    | Ed Burns & David Simon      | 2020年3月16日 | 0.407                 |
| 1940年6月、ルーズベルト大統領は、フランスを征服したナチス・ドイツとバトル・オブ・ブリテンを戦うイギリスへの援助を行う。ニュージャージー州ニューアークのユダヤ人街に住むハーマンは、参戦に反対する反ユダヤ主義者のリンドバーグが共和党から大統領選に出ることを心配する。ユダヤ人街を離れることに気が進まずに昇進を辞退する。同居するハーマンの甥アルヴィンは盗みを働いてガソリンスタンドを解雇され、尻ぬぐいをしたハーマンと口論して家を出る。ハーマンの妻ベスの姉エヴリンは見込みのない不倫関係に疲れ、リンドバーグを支持するラビのベンゲルズドーフの演説を聞いて魅かれる。アルヴィンと友人は、リンドバーグ支持者たちを襲い殴り倒す。 |                       |                 |                             |               |                       |
| 2 | "1940年10月" "Part 2" | Minkie Spiro    | David Simon & Ed Burns      | 2020年3月23日 | 0.395                 |
| 1940年10月、イギリスの劣勢が伝えられる。ハーマンの長男サンディは飛行場に出かけ、戦争反対を訴えるリンドバーグの演説を聞く。エヴリンはベンゲルズドーフと交際し、リンドバーグの選挙運動を応援する彼を支える。ベスは家を買う資金を貯めるために高級百貨店に勤め始める。フィリップは友達のアールから悪い遊びを教わる。アルヴィンはハーマンの紹介で金持ちの運転手の職に就くが、俗物ぶりに嫌気がさしてやめる。国の行く末に絶望し、カナダ陸軍に志願する。リンドバーグは選挙に勝って大統領となる。 |                       |                 |                             |               |                       |
| 3 | "1941年5月" "Part 3"  | Minkie Spiro    | Ed Burns                    | 2020年3月30日 | 0.357                 |
| 1941年5月、リンドバーグは大統領になり、ユダヤ人への嫌がらせは勢いを増す。リンドバーグはヒトラーと中立条約を結ぶ。ベンゲルスドーフはユダヤ人の同化政策の一環として"庶民団"を組織し、ユダヤ人の少年を田舎にファームステイさせる。同化局に勤めるようになったエヴリンの世話でサンディもケンタッキーに行こうとするが、ハーマンはユダヤ人の親子を引き裂く試みだと拒否する。レヴィン家の次男フィリップはナチスがらみの悪夢に悩まされる。エヴリンとベスの母の痴呆症は悪化する。ベスは家族の安全のため、カナダ移住を準備し始める。レヴィン家は家族旅行でワシントンDCを訪れてユダヤ人差別にさらされる。ハーマンはサンディにケンタッキー行きを許す。カナダ軍に加わったアルヴィンはナチスのレーダー装置を盗む秘密作戦に加わり、戦闘で片足を失う。 |                       |                 |                             |               |                       |
| 4 | "1941年9月" "Part 4"  | Thomas Schlamme | David Simon & Reena Rexrode | 2020年4月6日  | 0.420                 |
| 1941年9月、ユダヤ人はカナダへ逃げ始める。ベスとエヴリンの母が死ぬ。ハーマンは甥に会いにカナダの病院に行くが、アルヴィンは自分の殻に閉じこもる。アルヴィンはFBIの尋問を受け、ニュージャージーに帰りハーマンの兄モンティのもとで働き始める。帰国後も共産主義者の疑いを受けてFBIに監視され、圧力を受けて解雇される。帰ってきたサンディはファームステイの顔となり、ユダヤ人の少年たちを勧誘する。エヴリンとベンゲルスドーフはレヴィン家で夕食を共にし、ヒトラーやリンドバーグをめぐってベンゲルスドーフはハーマンと口論になる。ベンゲルスドーフはユダヤ人の家族を国中に分散させる計画"ホームステッド42"を推進し、企業の協力をとりつける。ファーストレディのアン・モロー・リンドバーグは、他のすべてのユダヤ人有力者が出席を断った、ドイツ外相ヨアヒム・フォン・リッベントロップを招く晩餐会に、ベンゲルスドーフとエヴリンを招待する。エヴリンはサンディの招待状を手に入れるが、ハーマンとベスは拒否し、憤るサンディは両親を罵倒する。エヴリンは晩餐会でリッベントロップと踊りニュース映画に映される。フィリップは友人のアールが引っ越し、階下に住む友人セルドンの父親は亡くなったことで動揺する。 |                       |                 |                             |               |                       |
| 5 | "1942年4月" "Part 5"  | Thomas Schlamme | Ed Burns                    | 2020年4月13日 | 0.433                 |
| 1942年4月、同化局に勤めるエヴリンの差し金で、レヴィン家は"ホームステッド42"計画に従いユダヤ人の少ないケンタッキーに転勤を命じられる。ベンゲルスドーフは、ケンタッキーへの移住でFBIによるアルヴィン監視が緩むだろうと示唆する。フィリップはケンタッキーにクー・クラックス・クランがいるかどうかを気にし、なぜ代わりに階下に住む友人のセルドンとその母セルマが移住しないのかエヴリンに尋ねる。エヴリンはフィリップが友人と別れたくないのだと誤解し、セルドンと母もケンタッキーに移住するよう計らう。フィリップは自分のせいでセルドン一家が移住させられたことで苦しむ。反ユダヤ主義者の内務長官ヘンリー・フォードは、移住するユダヤ人への報奨金を却下する。ハーマンは同化局を訴えることを考えるが、FBIに脅され、訴訟に1年以上かかると聞かされてあきらめ、会社を辞めて兄モンティのところで働き始める。ピンボール機の仕事に就いたアルヴィンは、ふたたびFBIに監視される。ベンゲルスドーフとエヴリンは盛大な結婚式を挙げるが、レヴィン家は出席しない。政治活動家のウォルター・ウィンチェルはリンドバーグ批判を強めて、ベンゲルスドーフによってラジオ番組を追われる。ウィンチェルは大統領選出馬を表明し、ハーマンは支持集会に参加してリンドバーグ支持者に襲われる。血だらけで帰宅したハーマンに、ベスは活動を続けるならハーマンを置いて子供たちとカナダに逃げると脅す。 |                       |                 |                             |               |                       |
| 6 | "1942年9月" "Part 6"  | Thomas Schlamme | David Simon                 | 2020年4月20日 | 0.392                 |
| 反ユダヤ人の暴動は激化し、さらに多くのユダヤ人がカナダへ逃げる。ウィンチェルがケンタッキー州のルイヴィルで暗殺され、葬儀ではニューヨーク市長のフィオレロ・ラガーディアがリンドバーグ大統領を批判する。アルヴィンは戦友からイギリスの工作員に紹介されてリンドバーグの暗殺チームに加わる。リンドバーグの乗る飛行機は行方不明となる。ウィーラーが大統領代理となり、戒厳令を敷いてベンゲルスドーフら主なユダヤ人を逮捕させる。国中でユダヤ人が襲われる。エヴリンはベスに保護を求めて断られる。ケンタッキーでセルドンの母セルマが行方不明になったことを知り、ハーマンとサンディがセルドンを迎えに行き、セルマはクー・クラックス・クランに殺されたと聞く。サンディはリンドバーグへの信頼を失い、ハーマンと和解する。大統領夫人は暴力の停止とユダヤ人の釈放と臨時の大統領選挙を呼び掛ける。ベンゲルスドーフはシナゴーグに戻るが、信者は去っている。アルヴィンは婚約者を連れてレヴィン家を訪ね、政治をあざ笑い俗物的な発言を重ねてハーマンと喧嘩になる。11月に大統領選挙が行われ、選挙妨害が行われて、結果は不明のままとなる。 |                       |                 |                             |               |                       |

## 製作
2018年11月8日、HBOはフィリップ・ロスの小説『The Plot Against America』を原作とした6話のミニシリーズを発注したと発表した。デヴィッド・サイモンとエド・バーンズが脚本を担当し、制作会社はAnnapurna PicturesやBlown Deadline Productionsなどが参加した。

## 評価
本作は批評家から高い評価を受けている。映画批評集積サイトのRotten Tomatoesには62件のレビューがあり、批評家支持率は87%、平均点は10点満点で8.13点となっている。サイト側による批評家の見解の要約は「アメリカの歴史修正主義を見事に具現化した本作は不穏なほど今日的で、難解ではあるが観る価値がある。」となっている。また、Metacriticには31件のレビューがあり、加重平均値は81/100となっている。